# Badia Prataglia
Badia Prataglia è una frazione di 785 abitanti del comune italiano di Poppi nella Provinicia di Arezzo, il paese si trova all'interno del Parco nazionale delle Foreste Casentinesi.

## Geografia fisica

### Descrizione generale
Il paese è costituito di piccoli gruppi di abitazioni chiamati Castelletti, sparsi a poca distanza l'uno dall'altro, nascosti tra castagneti ed abetine, ognuno con il proprio nome: Fiume d'Isola, Sassopiano, Case Venti, La Casina, La Casa, Casa Celino, L'Aia, Storca, Andria, La Maestà, Casa Damiano, Casa Balena, Casa l'Orso, La Capannina, La Vetriceta (Bassa, Alta), Poggio al Vento, La Nociarina, Casa alla Ghierina, I Campi, Case d'Arno, Casa Giangio, Praticino, Case rossi, Le docce.

## Storia

### Origini
L’origine di Badia Prataglia risale all’anno 986 con la fondazione dell’Abbazia di S. Maria e S. Benedetto di Prataglia da parte di monaci benedettini provenienti da Montecassino, sotto la potestà del Vescovo di Arezzo, Elemperto, nella regione sottostante il Monte Acuto o Monte Cucco (m. 1332), ricoperta di prati (da cui Pratalia). L'abbazia è già nota nel 1002, come si legge in un diploma di Ottone III Imperatore, precedente quindi alla fondazione di Monastero di Camaldoli. In pochi anni i monaci aumentarono di numero e nel settembre 1008 fu consacrata la nuova chiesa da parte del vescovo, che aveva anche fatto ingrandire il monastero, assegnandogli selve, vigne e campi lungo l'Archiano, nei pivieri di Partina e Bibbiena.

### Medioevo
Dalla fondazione fino alla metà del XII secolo l'abbazia a Prataglia aumentò il proprio potere ed i propri possessi, grazie soprattutto ad una serie di donazioni da parte dei vescovi aretini, ed arrivò ad avere possedimenti a Partina, Marciano, Salutio, Gello. Nel 1031 il vescovo Teodaldo assoggettò la chiesa di San Clemente, fuori da Arezzo, alla Badia di Prataglia; fino al 1073 Soci era detto "casale del monastero di Prataglia". Nel 1084 un altro vescovo di Arezzo, Costantino, donò Marciano agli abati di Prataglia.
L'espansione dell'abbazia si scontrò con quella di Camaldoli, nel frattempo salita a più grande potere e fama, che pian piano prese il sopravvento. Dato che nell'Abbazia di Prataglia diminuiva sempre più il numero dei monaci e il potere a favore del monastero concorrente, il 15 giugno 1157, Girolamo, vescovo d'Arezzo, la assoggettò a Rodolfo, Priore Generale camaldolese, insieme a tutti i possedimenti, e tutto ciò a causa soprattutto delle liti e delle lotte sorte fra i due potentati religiosi e temporali; la decisione fu poi approvata dal Papa. L'unione comportava l'osservanza da parte dei Monaci di Prataglia della regola romualdina, tuttavia conservando il titolo abbaziale; i monaci prataliensi non accettarono di buon grado questa decisione superiore, e solo nel 1183 l'abate prataliense Guglielmo acconsentì di unirsi alla congregazione camaldolese, ma solo nel colore bianco degli abiti e nella recita degli uffizi divini.
Nel 1314 la chiesa di Prataglia venne rifatta, ma l'abbazia sopravvisse solo fino al 1391, quando papa Bonifacio IX la soppresse, incorporandone definitivamente i beni nel patrimonio camaldolese; così il Rettore della Parrocchia doveva essere eletto dal Maggiore di Camaldoli.
Nel 1876 il Granduca Pietro Leopoldo I soppresse tutti i feudi civili ed ecclesiastici e il territorio di Camaldoli entrò a far parte del comune di Poppi.

## Monumenti e luoghi d'interesse

### Antica Abbazia
La chiesa parrocchiale, dedicata alla SS. Assunta e a S. Bartolomeo, sorge proprio al centro del paese, in posizione un po' più bassa rispetto al piano stradale attuale.  Unico resto dell'antica abbazia, ha una facciata molto semplice con un portale con arco a tutto sesto, sormontato da una piccola finestra e sopra la porta una terracotta moderna con la Glorificazione di Maria. L'interno è a navata unica, coperta a capriate, con abside semicircolare. Interessante la cripta, posta sotto il coro rialzato, a tre navate e due campate, con archi a tutto sesto e volte a crociera, e con capitelli di diversa foggia, dei quali due, ornati di palmette e foglie d'acanto. La cripta è stata restaurata nel 1910. Un'apertura rettangolare nella parete di fondo serviva a contenere le reliquie dei martiri. Da notare una figura umana, scolpita a bassorilievo, con le mani alzate, figura simile a quella che si ritrova sulla facciata della Pieve di Montemignaio e che rappresenta l'antico orante. 
I due altari laterali e il fonte battesimale della chiesa sono del 1630 e probabilmente i restauri del 1929 che, secondo i canoni dell'epoca, cercavano di riportare all'aspetto originale le chiese romaniche, hanno distrutto delle decorazioni barocche e rinascimentali stratificatesi nel corso del tempo. Durante i restauri, nel 1930, venne costruito anche il campanile. Un ulteriore restauro venne compiuto tra il 1969 e il 1974 da parte della Sovrintendenza di Arezzo, durante il quale furono tolte le finte bozze di pietra ad intonaco poste all'interno nel 1929, riscoprendo così l'antica muratura in pietra.

### Grotta della Madonna di Lourdes
In località La Casina, lungo la strada che da Badia Prataglia porta a Corezzo e a Rimbocchi e di lì al Santuario della Verna, si trova una cappella dedicata alla Madonna di Lourdes, comunemente chiamata la Grotta. Fu fatta costruire nel 1939 dal sacerdote Lorenzo Mondanelli, come ringraziamento per essere stato protetto dalla Madonna in due diverse occasioni. La prima fu durante un terremoto in Cile, dov'era missionario, quando si salvò pur essendo stato travolto da una trave e avendo riportato ferite alla testa. 
La seconda fu su quando sulla nave che lo riportava in Cile un incendio fece centinaia di vittime, ma lui e la giovane nipote si salvarono.
Nel 1944 durante la guerra, alcuni giovani all'interno della piccola cappella trovarono rifugio, salvandosi così la vita, quando furono fatti oggetto di una serie di attacchi aerei mentre venivano costretti a camminane in colonna dai tedeschi.

## Società

### Tradizioni e folclore
- Cenavecchia - Si svolge la notte della vigilia dell'Epifania. I bambini del paese (cittini) riuniti a gruppi, castelletto per castelletto, si mascherano e si travestono da "befani" e "befane" e poi girano per tutto il paese, circa all'ora di cena, casa per casa, cantano, ballano, accompagnandosi con strumenti improvvisati, e da ogni famiglia ricevono un modesto compenso, che poi dividono tra di loro.
- Cantar Maggio - La notte tra il 30 aprile ed il 1º maggio i giovanotti del paese, a gruppi, girano di casa in casa e, sotto le finestre, cantano "Ecco Maggio" spesso accompagnati con la chitarra. È un canto d'augurio, per la stagione del raccolto, per l'amore, ma è anche di maledizione se le famiglie non danno alcun compenso (uova, formaggio, denaro, vino). Contrariamente alla tradizione di "Cenavecchia", che rimane ancora viva, quella del "Cantar maggio" rischia di esaurirsi, o almeno di perdere le sue caratteristiche originali.
- Festa dei Fochi -  Le Origini: Fin dai tempi antichi era tradizione festeggiare l’8 settembre la natività della Vergine Maria con la Festa dei Fochi. Le origini di questa celebrazione risalgono all’8 settembre del 1008, giorno in cui Elemperto, vescovo di Arezzo, consacrò a Santa Maria Assunta la chiesa della Badia di Prataglia. Il fuoco è sempre stato, fin dai tempi pagani, un simbolo di devozione verso la divinità, poi anche nella cultura cristiana. Negli anni passati, la sera del 7 settembre in ogni castelletto si accendeva un gran fuoco o foco (in badiano), prevalentemente con legna raccolta nel bosco dai ragazzi. Il desiderio di ogni castelletto era quello di realizzare il foco più grande, più bello e più duraturo degli altri e così si creava una divertente competizione tra i vari castelletti. Intorno al foco si raccoglievano gli abitanti del castelletto che cantavano laudi alla Madonna. Dagli anni Cinquanta, la festa dei fochi è diventata anche occasione di festa, di saluto e dimostrazione d’affetto verso quelle persone che, per un lungo periodo, si recavano a lavorare in posti lontani e che lasciavano così la loro famiglia. Dagli anni '80, l’usanza dei fuochi allestiti nei castelletti è scomparsa, poiché ritenuta troppo pericolosa ma è stato deciso di festeggiare la ricorrenza con un unico grande fuoco nella piazza centrale di Badia Prataglia.

## Cultura

### Cucina

#### Primi piatti
Nelle occasioni importanti i pranzi iniziano con i crostini neri, di fegatini e funghi, che si possono bagnare nel vin santo o nel brodo di gallina. Per riutilizzare il pane indurito si prepara l'acquacotta alla tagliatora, con cipolla, pomodoro, aglio, pane raffermo e verdure.
La pulenda dorce (polenta dolce), è preparata con farina di castagne (la varietà tradizionale del posto era la "pistolese"), sola o accompagnata con ricotta o con l'aringa. Meno antica è la polenta gialla di farina di mais, che nelle campagne del Casentino cominciò ad essere coltivato nell'Ottocento, condita con il sugo di carne, ma anche con formaggio, funghi o fritta. La pasta alla carbonara si prepara con spaghetti, rigatino, pepe, zenzero e pecorino fresco.

#### Secondi piatti
Tipici la rosticciana, fatta con le costole del suino e i fegatelli con l'alloro o conservati nel lardo.

#### Ultimi piatti
Con la farina di castagne si prepara il bardino, meglio conosciuto come castagnaccio. Fra i latticini è caratteristico il raviggiolo. Fra i dolci ci sono i cenci che si fanno per Carnevale e le crostate di marmellata di more. Altri piatti caratteristici: Lo scottino, a base di ricotta, latte e pane (ma originariamente siero di latte, ricotta e pane), le mondine, zuppa di castagne secche.

### Sport
Badia Prataglia è il paese del Trail Sacred Forests, gara di Trail running che si svolge annualmente e che nel 2017 ha ospitato i campionati mondiali di tale disciplina.
Tre distanze di gara:
14km 800D+
24 km 2500 D+
50 km 3000 D+
I percorsi si sviluppano  all’interno del Parco Nazionale delle Foreste Casentinesi.

## Economia

### Artigianato
Fino dai tempi più antichi i montanari dell'Alto Casentino, disponendo di materia prima e, nel periodo invernale, di tempo libero dai lavori all'aperto, si dedicavano alla fabbricazione di oggetti in legno. Anche se la lavorazione del faggio a Badia Prataglia risaliva a tempi remoti (1286) solo con l'inizio dell'Ottocento si ebbe un ammodernamento delle tecniche di lavorazione, grazie soprattutto all'insegnamento di artigiani fatti venire dalle grandi città come Fiesole. In particolare fu introdotto l'uso del tornio che permise un incremento di produzione qualità.
Con l'Unità d'Italia lo sviluppo delle comunicazioni e l'incremento delle attività commerciali portarono a una maggior varietà degli articoli artigianali. Nell'Ottocento Badia Prataglia fu famosa anche per la sua industria della paglia, in particolare per la produzione di trecce per cappelli, sporte e ventole per attizzare il fuoco. Nel 1887 gli artigiani di locali vinsero il primo premio del Ministero dell'Agricoltura, Industria e Commercio per la varietà degli oggetti (234). In seguito la lavorazione del legno si è dovuta perfezionare tecnicamente e stilisticamente la concorrenza dei lavori in ferro e l'aumento del costo della materia prima, e per la domanda di oggetti meno rustici.
Tra gli articoli: la produzione in castagno di utensili domestici, soprammobili, lampadari, cassapanche, oggetti per arredamento e altre suppellettili, e la lavorazione del faggio, quercia e cerro per la produzione manici per zappe e vanghe, taglieri e utensili domestici come mattarello, uova da rammendo, mortai.

### Turismo
La vocazione turistica del paese, già presente dalla fine del 1800, si è gradualmente evoluta e modernizzata, offrendo escursioni di carattere naturalistico (Parco, Riserva di Sassofratino), storico (Castello dei Conti Guidi in Poppi, Pievi romaniche casentinesi), religioso (Monastero di Camaldoli, Santuario della Verna) e sportivo (campo da golf nel vicino capoluogo di Poppi ecc.). La località offre alberghi, appartamenti e camere, un camping ed impianti sportivi.

## L'Arboreto
L'Arboreto fu costituito nel secolo scorso come parco-giardino, nei pressi della Villa che i Lorena, Granduchi di Toscana, possedevano nel luogo dove oggi sorge la Caserma del Corpo Forestale dello Stato: si trattava un ambiente naturale adibito a scopo ornamentale. I territori furono acquistati dai Granduchi di Lorena nel 1846 . Karl Siemon, italianizzato poi in Carlo Siemoni, ingegnere forestale ed eccezionale esperto in selvicoltura e botanica fu chiamato per rimediare alle condizioni critiche della foresta, naturale conseguenza dei tagli indiscriminati operati sia da parte dei monaci camaldolesi - che commerciavano il legname - che dai coloni romagnoli - che appoderavano senza autorizzazione vaste porzioni di foresta. Il Siemoni fu coadiuvato da un altro forestale boemo, Antonio Seeland, nell'incarico di redigere il piano di riordino e rimedio alla situazione della foresta.
Il progetto venne poi continuato dai figli Edoardo e Carlo, a loro volta amministratori dei possedimenti dei Lorena dopo la morte del Siemoni (avvenuta nel 1878 presso Sala di Pratovecchio). Tale progetto riguardava la sperimentazione e l'acclimatazione di specie forestali esotiche, che potessero dare un rendimento sempre maggiore, in termini sia qualitativi che quantitativi del legname, in previsione di una loro eventuale introduzione nella Foresta e una serie di interventi e di innovazioni nella gestione del patrimonio forestale.
- La realizzazione di vasti impianti di castagneti
- La trasformazione di vecchi pascoli e zone degradate in boschi di conifere
- L'introduzione della tecnica del diradamento
- La costruzione di nuove strade, in sostituzione di quelle vecchie realizzate ai tempi dell'Opera del Duomo poco agibili per le forti pendenze
- L'introduzione dei carri matti a garanzia di un più rapido trasporto e un minor danneggiamento del legname
- La costruzione di una segheria ad acqua nella foresta della Lama, i cui scarti alimentavano una vetreria
- L'introduzione di specie animali per incrementare la fauna della tenuta granducale quali: cervi e daini trasportati dalla Germania; mufloni prelevati in Sardegna e un gran numero di specie volatili, provenienti da ogni parte del mondo (Sansone 1915).

Durante il periodo della gestione di Siemoni e dei suoi successori, furono realizzati numerosi altri impianti di acclimatazione, dei quali oggi rimangono poche tracce. Uno di questi venne realizzato nella Foresta della Lama sulla particella forestale nº 73, dove sono ancora visibili: uno stupendo esemplare di Sequoiadendron giganteum (Lindl.) Buchholz, due esemplari di Calocedrus decurrens (Torr.) Florin, due notevoli Thuja plicata Donn ex D. Don. e due vetusti esemplari di Juniperus virginiana L. Sulla medesima particella, in località denominata "Fornino", vegetano tuttora alcuni esemplari di Acer monspessulanum L. e cespugliose Quercus ilex L., sicuramente residui dello stesso impianto.
Alla Lama, dietro la Chiesina realizzata nel 1962 dall'Amministratore Dott. Clauser, esiste un altro piccolo arboreto, impiantato in epoca più recente durante la gestione dei figli del Siemoni sulla particella forestale nº 103. Alla medesima gestione appartengono le piantagioni realizzate sulle particelle forestali nº 98 e 102 (G. Bernetti,198). Queste ultime particelle, caratterizzate da vaste zone rocciose - situate sopra il Posto di Guardia del CFS della Lama - , erano sul finire del secolo scorso interamente coperte da Brachypodium spp., e prive per la maggior parte di vegetazione arborea a causa dall'alterazione dell'ambiente naturale poiché gli amministratori dell'Opera del Duomo vi consentivano il pascolo intensivo ed incontrollato di ovini e caprini.
Il Gabbrielli nel 1978 in base a dati raccolti riferisce che il Siemoni aveva realizzato nella Foresta di Campigna in località Bornia un piccolo arboreto, del quale non esiste più alcuna traccia, nel quale aveva piantato trentadue piante, che di seguito riportiamo con i nomi indicati dallo stesso Siemoni:
- n°    6 Abies balsamica
- n°    4 Abies picta
- nº 12 Pinus laurico
- n°    4 Pinus pallasiana
- n°    6 Pinus strobus

Interessante è la particella forestale nº 175, situata sotto la Cima del Termine, in prossimità del Fosso delle Spiagge, uno degli ultimi impianti realizzati al tempo del Siemoni che ancora sopravvive. 
Su questa particella, utilizzata fin dall'antichità come pascolo per i bovini, Siemoni impiantò un bosco di Picea abies (L.) Karsten, utilizzando un sesto di impianto molto rado, come dimostra la presenza di ramificazioni anche nella parte più bassa dei fusti. Questi alberi fortunatamente sono scampati a tagli indiscriminati della gestione privata, in particolar modo a quella della Soc. Anonima Industrie Forestali, oltre che a quelli di altri più recenti interventi. Questa residua e vetusta particella rappresenta un lembo importante della storia forestale italiana.
A Sala di Pratovecchio, intorno alla villa costruita dal Siemoni, è tutt'oggi visibile un vasto parco ricco di specie esotiche, che meriterebbe di essere meglio curato.
Durante la gestione Siemoni la sperimentazione non si limitò alle sole specie arboree ma furono introdotti numerosi arbusti, alcuni tutt'oggi sopravvivono in rari esemplari come il Viburnum tinus L., introdotto nell'anno 1860, che il Vice-Revisore Checcacci riscontrò presente nella località del Puntone di Federico e su alcune scogliere nella zona di Poggio alla Seghettina.
Per quanto riguarda l'introduzione di specie esotiche nelle Foreste Casentinesi, abbiamo notizie certe riportate sul libro Sguardo sulla Foresta Imperiale e Reale del Casentino e sul suo trattamento, stampato in Firenze dalla Tipografia Carnesecchi nel 1878, in occasione dell'Esposizione Universale di Parigi. In questa pubblicazione redatta in francese oltre agli importanti riferimenti relativi agli innovativi ed originali metodi di gestione vengono riportati i nominativi delle principali piante spontanee o introdotte.
Per quanto concerne le specie esotiche vengono indicati l'anno di introduzione, i dati inerenti all'evoluzione del loro sviluppo nel tempo, nonché la loro capacità di introdurre semi fertili, da utilizzare per la riproduzione in vivaio di piante per il rimboscamento.

### Varietà esotiche
Ecco un elenco di alcune delle principali varietà introdotte nelle foreste e nell'Arboreto con indicato (ove possibile) tra parentesi l'anno di introduzione:
- Larix decidua Miller (1840)
- Cedrus libani A. Richard, (1835)
- Cedrus deodara Roxb. G. Don (1855)
- Picea abies (L.) Karsten (1835)
- Picea smithiana (Wall.) Boiss. (1855), che fruttificò la prima volta nell'anno 1866
- Pinus sylvestris L. (1855)
- Pinus pinaster Ait. (1853), di cui quattro esemplari ultra centenari sopravvivono nella particella nº 27 della Riserva Naturale Integrale di Sassofratino
- Pinus wallichiana Jackson (1850)
- Juniperus virginiana L. (1855)
- Cupressus funebris Endl. (1860)
- Thuja plicata Donn ex D. Don. (1855), che fruttificò la prima volta nel 1878
- Chamaecyparis lawsoniana (Murrey) Parl. (1860)
- Betula pendula Roth. (1835)
- Paulownia tomentosa (Thunb.) Steud.
- Catalpa bignonioides Walt. (1850)
- Robinia pseudoacacia L.
- Aesculus hippocastanum L. (1840)
- Buxus sempervirens L.
- Celtis australis L.
- Viburnum tinus L. (1860)
- Sambucus racemosa L. (1860)
- Syringa vulgaris L.
- Laurus nobilis L.
- Prunus lusitanica L. (1850)

### Arboreto "Carlo Siemoni"
Per lo studio delle piante, o meglio di quel ramo della scienza biologica noto come botanica, l'Arboreto si è da sempre servito di sistemi di raccolta e di conservazione di specie vegetali essiccate, che vengono mantenute in appositi ambienti chiamati erbari, onde costituire una documentazione inalterata nel tempo, riproducente le caratteristiche peculiari delle stesse e da utilizzare nella ricerca sistematica. 
Analogamente si è servito della coltivazione su piccola scala di individui vegetali vivi, particolarmente curati in terreni opportunamente adattati quali gli orti botanici, i giardini, gli arboreti, gli impianti di acclimatazione o più in generale le collezioni dendrologiche.
Per conoscere meglio gli organismi vegetali e studiarne in maniera approfondita la biologia, è indispensabile la disponibilità di campioni viventi, ai fini della ricerca scientifica sul comportamento, lo sviluppo e l'evoluzione degli stessi. 
Uno degli impianti che merita particolare attenzione è la collezione dendrologica di Badia Prataglia, ubicata in un'area adiacente al locale Posto Fisso del Corpo Forestale dello Stato, e meglio conosciuta con il nome di Arboreto "Carlo Siemoni".

### Museo forestale "Carlo Siemoni"
Il museo è dedicato a Carlo Siemoni, ingegnere forestale boemo, chiamato ad amministrare le foreste casentinesi nel 1837 dal Granduca di Toscana Leopoldo II.
Il Siemoni visse e lavorò a Pratovecchio dove morì nel 1878. A lui, valente selvicultore e ideatore di importanti innovazioni, si deve il rifiorire in quella zona della foresta, ridotta allora in condizioni di trascuratezza.
Nel museo è esposta una raccolta delle principali specie forestali spontanee o introdotte in Italia. Gli esemplari secchi incorniciati, sono corredati di una cartina con l'indicazione dell'areale italiano, e con una breve descrizione dei principali dati stazionali ed ecologici della specie. Oltre a gigantografie di flora e fauna dell'Appennino, sono esposte sezioni di tronchi di alberi, caratteristici legni intaccati da insetti o da altri parassiti e una piccola collezione di campioni di legno di specie forestali presenti nel Parco.
Sono illustrati i principali aspetti delle foreste demaniali e in particolare della Riserva naturale integrale di Sasso Fratino.
.
Nelle vetrine al centro di una sala sono raccolti campioni di insetti tipici dell'Appennino (in parte offerti da ricercatori e in parte raccolti e preparati dal personale forestale). Alle pareti poi sono esposti trofei di alcune specie di ungulati presenti in queste zone (trovati morti nella foresta).

## Parco nazionale delle Foreste Casentinesi, Monte Falterona e Campigna
Oggi il parco cavalca con i suoi 35.170 ettari il crinale appenninico, include due regioni (Toscana ed Emilia-Romagna), tre province (Arezzo, Firenze e Forlì-Cesena) e undici comuni. Il territorio del Parco è suddiviso in tre zone:
- zona 1: "Conservazione integrale"
- zona 2: "Zona di protezione"
- zona 3: "Tutela e valorizzazione"

Badia Prataglia oggi si trova proprio al centro, nel cuore del Parco Nazionale, nella zona 2 "Zona di protezione", rappresenta il più importante centro di villeggiatura e il crocevia per numerose escursioni.

### Il trenino della Lama

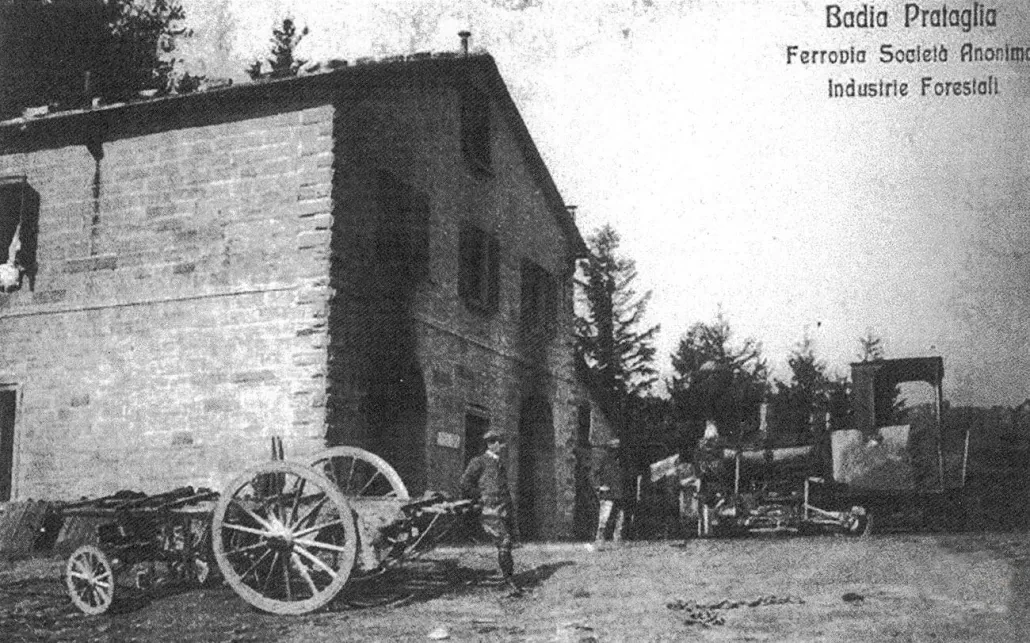
Il trenino della Foresta Della Lama - la piccola locomotiva «Orenstein & Koppel» in sosta alla stazione e ricovero del Cancellino, in prossimità del passo dei Mandrioli

Per rendere più conveniente e rapido il trasporto di legname tagliato nel versante romagnolo delle Foreste Casentinesi nel 1900 il Cav. Tonetti e quindi la Società Anonima Industrie Forestali, proprietari delle Foreste dal 1900 al 1914, costruirono una ferrovia Decauville di quasi 20 km dalla Lama al Cancellino. 
Essa seguiva lo stesso percorso della stradella che collega ancora oggi queste due località. La stessa "casa al Cancellino" fu costruita in quel periodo per servire come stazione di arrivo della Ferrovia e come ricovero per le piccole locomotive. Con questa ferrovia veniva esboscata la legna del versante romagnolo che prima doveva invece risalire, trainata dai bovi, le ripide Vie dei Legni.
La legna, superato il crinale dell'Appennino, discendeva il versante Toscano sino a Pratovecchio e a Poppi. La Ferrovia ha funzionato anche successivamente quando la Foresta diventò proprietà dello Stato. I vagoncini della ferrovia erano trainati da piccole locomotive a vapore alimentate a legna e ad ogni viaggio venivano trasportati dai 3 ai 5 m3 di legna ed il percorso tra la Lama e il Cancellino veniva compiuto al massimo 3 volte al giorno.
In località Pian della Saporita c'era il rifornimento di acqua e legna, e vi era pure l'unica possibilità di scambio tra i convogli provenienti da sensi opposti, ciò grazie al raddoppio dei binari. Dal Passo Lupatti al Cancellino, tutto in leggera discesa la marcia dei carrelli doveva essere rallentata da operai detti "frenatori". Durante il periodo di attività furono usate 3 locomotive che gli operai avevano chiamato: Saba, Fioia e Archiana (la più grossa).
Un altro tratto di ferrovia era programmato anche nella foresta Campigna, da Pian del Grado al Passo la Calla, ma non fu eseguito. La ferrovia fu smantellata nel 1920 per l'avvento degli autocarri che permettevano un trasporto più economico e a testimonianza di ciò, al 14º km della strada tra Cancellino e la Lama, i parapetti del ponte Camera sono fatti con le rotaie della vecchia ferrovia. Ancora, un pezzo dei binari è custodito al Museo forestale "Carlo Siemoni" di Badia Prataglia e un vagoncino con binari si trova proprio al Cancellino.